# ジュコーフスキー変換
ジュコーフスキー変換とは、複素数 ζ から z への、下式で与えられる変換である：
{\displaystyle z=\zeta +{\frac {a^{2}}{\zeta }}.}
ここで a > 0 は定数である。ζ 平面上における様々な中心位置や半径を持つ円をジュコーフスキー変換して得られる z 平面上の形状をジュコーフスキー翼という。この変換は等角写像であることを利用して、流体力学、特に翼型の理論においては複素速度ポテンシャルを用いて ζ 平面上の円の周りの流れを表し、それをジュコーフスキー変換によって z 平面上の翼の周りの流れへと変換して流れ場を調べることが行われる。